# Negatron
Albums de Voivod
The Outer Limits
(1993) Phobos (album)
(1997)
Negatron est le huitième album studio du groupe québécois Voivod.
Après le départ de Denis Bélanger, les deux membres du groupe restants, Michel Langevin et Denis D'Amour, songèrent à dissoudre le groupe, et Michel Langevin voulait retourner à son métier d'origine, l'informatique. Mais lorsque les Ramones dédient spontanément une chanson au groupe lors d'un concert à Montréal, les deux musiciens décidèrent de se mettre à la recherche d'un nouveau bassiste et d'un nouveau chanteur. Lors d'un concert à Toronto, ils rencontrèrent le bassiste et chanteur Eric Forrest, jouèrent quelques morceaux lors d'un jam avec lui et remarquèrent que la chimie était parfaite entre les trois. L'Ontarien devint le nouveau chanteur du groupe sous le pseudonyme « E-Force », qui deviendra plus tard le nom de son propre groupe. Le trio se mit donc à la composition de nouvelles chansons et Forrest amena de nouvelles idées, un courant d'air frais et eut une influence majeure sur la nouvelle direction musicale du groupe.
L'album Negatron est beaucoup plus agressif et plus sombre que les albums précédents et est influencé par des sons de plus en plus industriels et électroniques, ainsi que par le groove metal en vogue à l'époque. Le groupe mélange ces éléments modernes et abstraits avec l'agressivité des premiers albums et renonce au rock progressif des albums tels que Angel rat. Malgré un manque de soutien par les médias, le manque de singles et vidéoclips ainsi que le scepticisme des partisans envers le nouveau line-up, le groupe reprit ses forces avec cet album complexe et donna par la suite des concerts à travers le monde.
Il existe plusieurs éditions de cet album. Une version est identique à la version originale, mais contient aussi un patch et un macaron. Une nouvelle version de l'album contient également trois chansons bonus, mais celles-ci sont également incluses sur l'album Kronik du groupe.
La chanson Nanoman a été reprise par le groupe de death metal italien The Denial sur leur album Claws.
JG Thirlwell chante et s'est occupé des effets sur D.N.A. (Don't No Anything).

## Membres du groupe
- Eric "E-Force" Forrest : chant et basse
- Denis "Piggy" D'Amour : guitare
- Michel "Away" Langevin : batterie

## Liste des morceaux
1. Insect - 5:42
2. Project X - 4:49
3. Nanoman - 5:11
4. Reality? - 4:21
5. Negatron - 7:08
6. Planet Hell - 4:33
7. Meteor - 4:14
8. Cosmic Conspiracy 6:09
9. Bio-TV - 4:54
10. Drift - 5:36
11. D.N.A. (Don't No Anything) - 4:38
12. Vortex (chanson bonus) - 4:39
13. Erosion (chanson bonus) - 4:31